# EBD
EBD – електронно разпределение на спирачната сила (Electronic brakeforce distribution от англ.) е спирачна технология използвана при автомобилите за разпределяне спирачната сила в-у всяко колело, влияеща се от състоянието на пътя, скоростта, товара и т.н. Винаги в комбинация с антиблокираща система, EBD може да подаде повече или по-малко спирачна сила към всяко колело за да направи спирането възможно най-ефективно, както и запазване контрола на автомобила от водача.